# Енцо Франсесколи
Енцо Франсесколи Уриарте (шп. Enzo Francescoli; Монтевидео, 12. новембар 1961) је бивши уругвајски фудбалер. Од фудбала се опростио 1997. године. Наступао је 73 пута за репрезентацију Уругваја и постигао 17 погодака. Играо је на позицији офанзивног везног играча.

## Каријера
Каријеру је започео у Монтевидео Вондерерсу, где је провео две сезоне до преласка у аргентински Ривер Плејт 1983. године где ће остати до 1986. године. У Риверу је био најбољи стрелац, а са тимом је и у сезони1985/1986 освојио титулу првака Аргентине.
1986. године прелази у француски Расинг Клуб Париз где проводи три сезоне до преласка у Олимик из Марсеја, за који ће наступати једну сезону и допринети освајању титуле.
1990. године прелази у Италију где са мање успеха игра прво три сезоне за Каљари, док је једну сезону одиграо и за Торино.
Последње четири сезоне у каријери проводи поново у Ривер Плејту, са којим осваја Куп Либертадорес 1996. године. У последњој сезони 1997. године осваја и Суперкуп Јужне Америке.

## Репрезентација
Са млађом селекцијом Уругваја 1981. године освојио је првенство Јужне Америке.
За А-тим дебитовао је 20. фебруара 1982. године на турниру Нехру Куп против Јужне Кореје. Са репрезентацијом је освојио 3 Купа Америке, 1983, 1987 и 1993. године, а укупно је учествовао још два пута 1989 и 1993. године.
Учествовао је на два Светска првенства, у Мексику 1986 и Италији 1990. године. Оба пута са репрезентацијом је стигао до друге рунде. 1986. године у другом мечу против Данске постигао је једини гол за Уругвај гол из једанаестерца, меч који је његова селекција убедљиво изгубила са 6-1.

## Занимљивости
- Налази се на Фифа 100 листи најбољих живих фудбалера свих времена.
- Током каријере због играчког стила и умећа стекао је надимак Принц (El Pricipal).
- Зинедин Зидан је изјавио да му је играчки узор у младости био Енцо Франсесколи.
- Најбољи је страни стрелац који је играо у Аргентини икада.
- Тренутно ради као потпредседник уругвајске спортске тв станице Тенфилд.